# Stylogyne
Stylogyne är ett släkte av viveväxter. Stylogyne ingår i familjen viveväxter.

## Dottertaxa tillStylogyne, i alfabetisk ordning[1]
- Stylogyne aguarunana
- Stylogyne araujoana
- Stylogyne atra
- Stylogyne bracteolata
- Stylogyne canaliculata
- Stylogyne carautae
- Stylogyne cauliflora
- Stylogyne darienensis
- Stylogyne depauperata
- Stylogyne dusenii
- Stylogyne fluminensis
- Stylogyne glomeruliflora
- Stylogyne hayesii
- Stylogyne incognita
- Stylogyne indecora
- Stylogyne laevigata
- Stylogyne lasseri
- Stylogyne lateriflora
- Stylogyne laxiflora
- Stylogyne leptantha
- Stylogyne lhotzkyana
- Stylogyne longifolia
- Stylogyne martiana
- Stylogyne mathewsii
- Stylogyne membranacea
- Stylogyne micrantha
- Stylogyne minutiflora
- Stylogyne orinocensis
- Stylogyne pauciflora
- Stylogyne poeppigii
- Stylogyne pucuroensis
- Stylogyne racemiflora
- Stylogyne rodriguesiana
- Stylogyne schomburgkiana
- Stylogyne sellowiana
- Stylogyne serpentina
- Stylogyne sordida
- Stylogyne sublaevigata
- Stylogyne tenuifolia
- Stylogyne turbacensis
- Stylogyne turumiquirensis
- Stylogyne warmingii
- Stylogyne viridis